# ليليا العبيدي
ليليا العبيدي (ولدت في 1949 في رادس) هي عالمة أنثروبولوجيا ونسوية وسياسية تونسية. وتشغل منصب وزيرة شؤون المرأة منذ 17 جانفي 2011 في حكومة محمد الغنوشي ثم في حكومة الباجي قايد السبسي.